# Metropolitano de Nova Iorque
O metropolitano de Nova York é um sistema de metrô da cidade de Nova York, Estados Unidos, que atende os bairros de Manhattan, Brooklyn, Queens e Bronx. É propriedade do governo da cidade e arrendado à New York City Transit Authority, uma agência afiliada da Autoridade de Transporte Metropolitano (MTA) administrada pelo estado. Inaugurado em 27 de outubro de 1904, o metrô de Nova York é um dos sistemas de transporte público mais antigos do mundo, um dos mais utilizados e o que possui o segundo maior número de estações, depois do metrô de Pequim, com um total de 472 estações (423, se as estações conectadas por transferências forem contadas como estações individuais).
O sistema opera 24 horas por dia, 7 dias por semana, todos os dias do ano, durante a maior parte de sua história, exceto em emergências e desastres. Em termos de número de passageiros anuais, o metrô de Nova York é o mais movimentado do Hemisfério Ocidental e do mundo ocidental, bem como o décimo primeiro sistema ferroviário de transporte rápido mais movimentado do mundo. O número diário de passageiros é calculado desde 1985; o recorde, mais de 6,2 milhões, foi estabelecido em 29 de outubro de 2015.
O sistema também é um dos mais longos do mundo. No geral, o sistema consiste em 400 quilômetros de rotas. Das 28 rotas ou "serviços" do sistema (que geralmente compartilham trilhos ou "linhas" com outros serviços), 25 passam por Manhattan, com exceção do trem G, do Franklin Avenue Shuttle e do Rockaway Park Shuttle. Grandes porções do metrô fora de Manhattan são elevadas, em aterros ou em cortes abertos, e alguns trechos de trilhos correm no nível do solo; 40% dos trilhos estão acima do solo. Muitas linhas e estações têm serviços expressos e locais. Essas linhas têm três ou quatro trilhos. Normalmente, os dois exteriores são usados por trens locais, enquanto o ou os dois interiores são usados por trens expressos. 
Em 2018, o orçamento do metrô da cidade de Nova York para despesas foi de 8,7 bilhões de dólares, sustentado pela cobrança de tarifas, pedágios de pontes e impostos e taxas regionais destinados, bem como financiamento direto de governos estaduais e locais.

## História
A história do Metrô de Nova Iorque inicia-se muito antes da inauguração oficial da primeira linha, em 27 de Outubro de 1904. Mesmo antes da construção desta, muitos outros projetos haviam sido idealizados e alguns até chegaram a ser construídos e operados por empresas independentes. A real expansão de sistema ocorreu no começo do século XX. 
Na segunda metade do século XIX, Nova Iorque contava com inúmeros problemas, principalmente por que em 1825, a cidade passou a ser um importante centro comercial após a abertura do Canal de Erie. A pequena cidade na foz do rio Hudson, cuja população era aproximadamente de 80 mil pessoas, passou a atrair a atenção de milhares de pessoas de outros países que para lá imigraram, fazendo com que a população aumentasse para quase três milhões. Os principais problemas envolviam a locomoção pelas ruas então ocupadas por carros, bondes e pedestres e pela distância - assim como pelas dimensões - entre as boroughs. Outro problema era a concentração de pessoas ao sul de Manhattan.

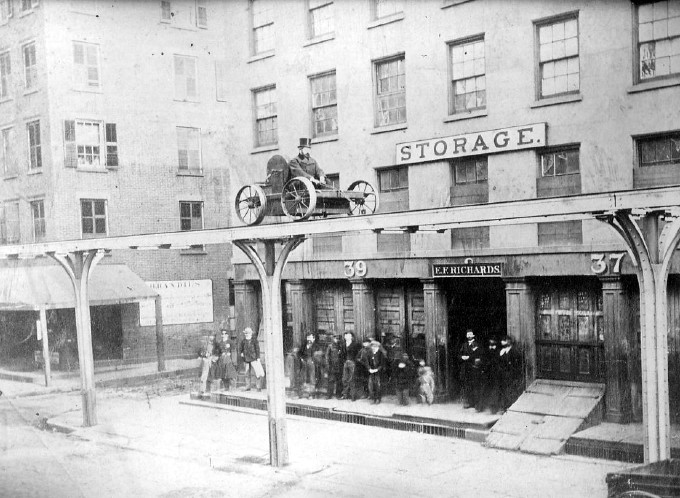
Teste da West Side and Yonkers Patent Railway, 1867

A IRT Ninth Avenue Line, posteriormente chamada de Ninth Avenue Elevated, foi a primeira linha elevada do Metrô de Nova Iorque, aberta em 1868 como a West Side and Yonkers Patent Railway, cujas composições eram puxadas por meio de cabos.
A última seção em uso, sobre o Rio Harlem, era conhecida como o Polo Grounds Shuttle e foi fechada em 1958. Esta parte usava a já removida Putnam Bridge, uma ponte basculante, e passava através de um túnel, completo com estações parcialmente subterrâneas.
O início da construção da linha começou em 1 de Julho de 1868 e foi concluída em 1870. O projeto, tal como a construção foram encarregados a Charles T. Harvey. Seu trajeto inicial seguia somente o curso da Greenwich Street, já a extensão para a Nona Avenida se deu em 1891, obra de responsabilidade da IRT, que havia retomado, não somente esta linha, assim como várias outras antes pertencentes à Manhattan Railway, num contrato de 999 anos. As locomotivas movidas por tração a cabo foram trocadas por locomotivas movidas a vapor e linha foi renomeada IRT Ninth Avenue Line. Depois de certo tempo recebeu a designação de Ninth Avenue Elevated ou Ninth Avenue El. A linha foi fechada na década de 1940 após a aquisição da IRT pela Prefeitura de Nova Iorque, uma parte dela continuou servindo como o "Polo Grounds Shuttle" a passava por cima do Rio Harlem até sua demolição em 1958.

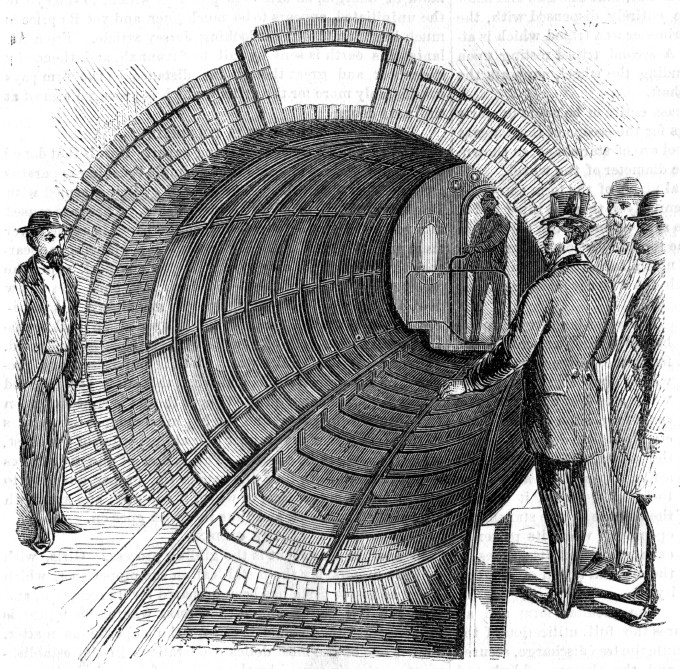
Ilustração do "Beach Pneumatic Transit", construído em 1869.

O Beach Pneumatic Transit foi a primeira tentativa de construir um sistema de transporte público subterrâneo em Nova Iorque. Em 1869 Alfred Ely Beach e seu Beach Pneumatic Transit Company de Nova Iorque começaram a construir uma linha de metrô pneumática abaixo da Broadway (Beach havia demonstrado anteriormente o sistema básico na Exposição do American Institute em 1867.) Encaminhada através da empresa fundada por ele, Beach investiu US$ 350 000 de seu próprio dinheiro para financiar o projeto. Construída em apenas 58 dias, seu único túnel tinha 95 metros de comprimento e 2,4 m de diâmetro, a linha foi completada em 1870 e decorria no âmbito da Broadway indo da Warren Street até Murray Street. Sem apoio político inicial para seu projeto ele começou a obra alegando que ele estava construindo tubos postais (pneumáticos). A autorização inicial foi para a instalação de um par de pequenos tubos de postais abaixo da Broadway, mas mais tarde foi alterada para permitir a escavação de um túnel único e grande por onde tubos menores poderiam passar. A localização exata dos tubos foi determinada durante a construção. A linha foi construída como uma demonstração de um sistema de transporte pneumático, aberto ao público com tarifas que foram posteriormente doadas à caridade. Passagens no valor de 25 centavos de dólar foram doadas também à Union Home and School for Soldiers' and Sailors' Orphans.
Ela permaneceu pouco mais do que uma mera curiosidade, executando o serviço em apenas com único trem, em sua trilha de um quarteirão de comprimento, para um beco sem saída em seu terminal. (Os passageiros poderiam apenas ir e voltar para ver como seria o proposto metrô). Durante as duas primeiras semanas de serviços o Beach Pneumatic Transit fez mais de 11 000 viagens, com 400 000 viagens providenciadas no primeiro ano do operação. O carro que servia a linha podia levar consigo 22 passageiros. Foi desenhada como um projeto bem ornamentado. A estação era adornada com afrescos e lâmpadas de zircônio iluminavam o luxuoso interior da estação.  Embora o público tivesse demonstrado aprovação inicial, a expansão do Beach Pneumatic Transit foi adiada devido a obstruções oficiais que ocorreram por diversas razões. Quando o projeto finalmente ganhou permissão para continuar, em 1873, o apoio financeiro e público tinham diminuído e o projeto todo foi abandonado. Em 1912, durante a construção da atual BMT Broadway Line, o túnel do Beach Pneumatic Transit foi demolido para a construção da estação City Hall.
De todas as linhas e rotas dessa época - mesmo sendo elas as mais antigas - a mais velha seção que ainda se mantém em uso foi aberta em 1885, como parte da linha BMT Lexington Avenue Line (BMT Linha da Avenida Lexington), agora chamada BMT Jamaica Line (BMT Linha Nassau) no Brooklyn. A BMT Lexington Avenue Line partia da Fulton Ferry em Downtown Brooklyn à leste para East New York. Passava sobre a York Street, virando a direita na Hudson Avenue, a esquerda sobre a Park Avenue, a direta sobre a Grand Avenue, a esquerda na Lexington Avenue, a direita na Broadway, e levemente a esquerda na Fulton Street. A estrutura acima da Broadway e da Fulton Street é agora parte da BMT Jamaica Line.

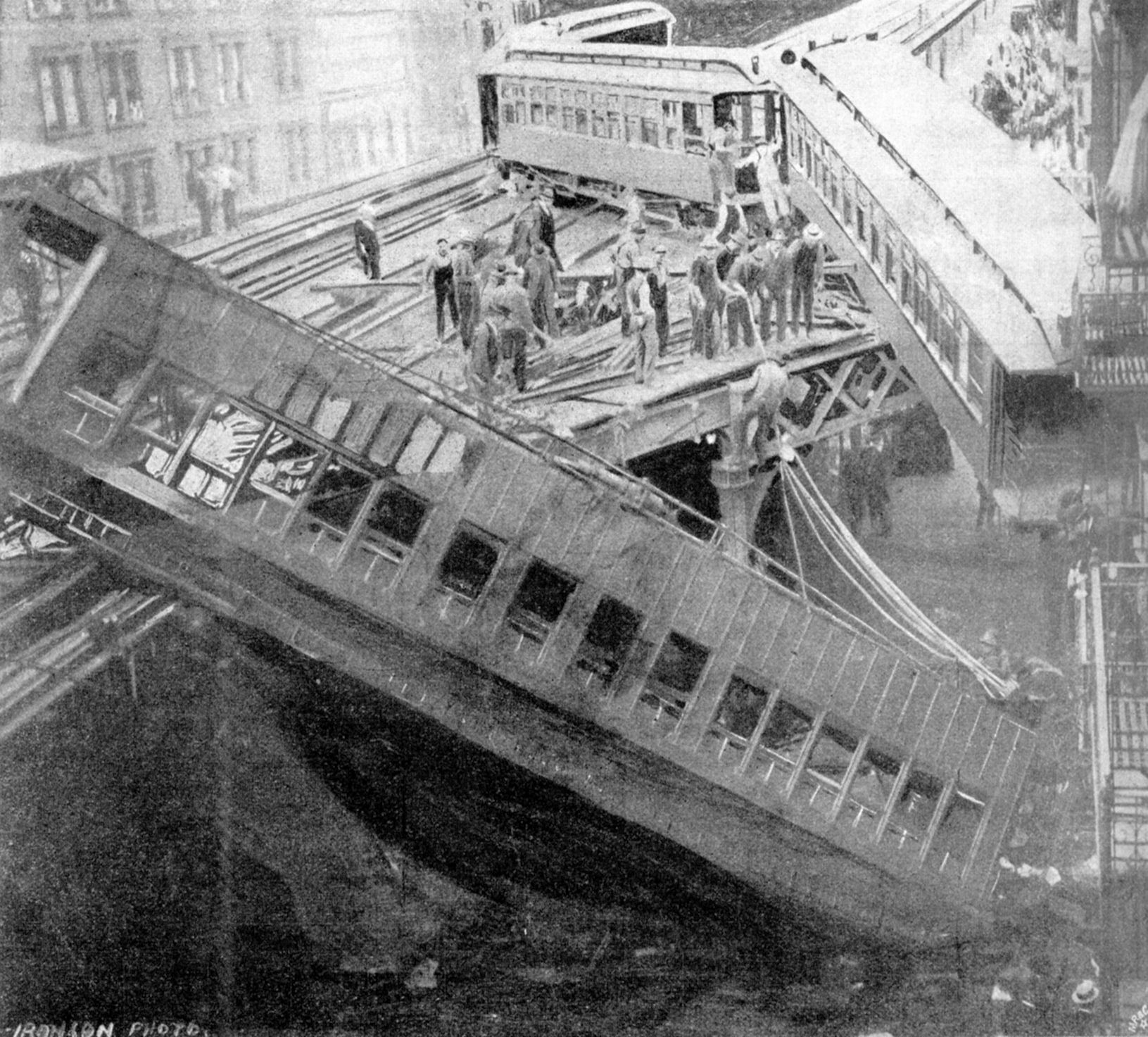
Acidente do Metropolitano de Nova Iorque de 1905.

A primeira linha subterrânea do metrô abriu em 27 de outubro de 1904, quase 35 anos depois da abertura da primeira linha elevada. A pesada tempestade de neve de 1888 comprovou as vantagens e benefícios de um sistema que fosse subterrâneo. Ela ligava a estação City Hall ao bairro The Bronx. O trecho foi construído pelo método tradicional de "cavar e cobrir", que basicamente consiste, em interromper o trecho de rua aonde passará a linha, cavar, construir o túnel de sustentação, cobrir e reconstruir a via de tráfego.
Na época em que o primeiro metropolitano abriu, as linhas estavam agrupadas em dois sistemas separados de propriedade privada, Brooklyn Rapid Transit Company (BRT, mais tarde Brooklyn-Manhattan Transit Corporation, BMT) e Interborough Rapid Transit Company (IRT). O Ajuntamento estava envolto de cerca; cada linha construída para a IRT e a maior parte das linhas construídas ou melhoradas para a BRT depois de 1913 foram construídas pelo Ajuntamento e alquiladas para as companhias (mediante os Contratos originais 1 e 2 para o metro de IRT e os Contratos Duales para as expansões posteriores). A primeira linha operada pelo Sistema de Metro Independente (Independent Subway System, IND) de propriedade municipal, abriu em 1932; o sistema estava concebido para competir diretamente com os sistemas privados e permitir que se desmantelaram alguns dos ferrocarros elevados e isto é visível pelas proximidades entres as linhas da Sétima Avenida e Oitava Avenida (IRT e IND, respectivamente) e nas linhas de Jerome Avenue (IRT) e Grand Concourse (IND) no Bronx, por citar dois exemplos.

## Nomenclatura
| Linha tronco                       | Cor               | Etiqueta dos serviços |
| ---------------------------------- | ----------------- | --------------------- |
| BMT Broadway Line                  | Amarelo girassol  |                       |
| IRT Broadway – Seventh Avenue Line | Vermelho tomate   |                       |
| BMT Canarsie Line                  | Light slate gray  |                       |
| IND Crosstown Line                 | Verde lima        |                       |
| IND Eighth Avenue Line             | Azul vívido       |                       |
| IRT Flushing Line                  | Roxo              |                       |
| IRT Lexington Avenue Line          | Verde-maçã        |                       |
| BMT Nassau Street Line             | Terracota         |                       |
| Shuttles                           | Cinza escuro      |                       |
| IND Sixth Avenue Line              | Laranja brilhante |                       |

Cada seção do metrô tem três características de identificação, linha, serviço e cor. O mais constante termo é "linha", que se refere a estrutura física e os trilhos pelos quais os trens passam. Para cada seção do sistema é atribuído um nome de linha única, geralmente combinado com sua empresa de operação original ou divisão (Brooklyn-Manhattan Transit Corporation (BMT), Interborough Rapid Transit Company (IRT), Independent Subway System (IND)). Por exemplo, a linha que passa abaixo da Oitava Avenida é a IND Eighth Avenue Line. Algumas linhas tiveram seus nome alterados (e até mesmo divisões), mas isso acontece raramente.
Uso público dos nomes de linha varia muito. Internamente, a MTA usa os nomes, tanto por razões legais e para descrever as linhas, serviços e locais sem ambiguidade. Embora os três sistemas de metrô principais agora são unificados, ainda são usados os termos BMT, IRT e IND em linha, estrutura e construção descrições e especificações do contrato de capital.
Cada serviço operacional ou rota é atribuída uma letra ou número. Este é um caminho que usa o serviço de comboio ao longo das várias linhas. Estes são os nomes mais conhecidos entre o público, mas podem mudar com freqüência durante a construção ou como serviços são reencaminhadas para fazer melhor uso da rede. Números são atribuídos aos ex-serviços IRT (agora conhecidas como  Divisão A) e ex-serviços de BMT e IND (agora conhecidos como Divisão B) são atribuídos letras. IRT trens e túneis são mais estreitos, para não misturar os dois no serviço de receita.
Cada serviço é também atribuído uma cor. Desde 1979, cor do serviço de cada corresponde à linha usa em Manhattan — definida como a linha tronco — com as seguintes exceções: o IND Crosstown Line, que não disponham de serviços em Manhattan, é colorido luz verde. e todos os vaivéns aparecem em cinza escuro. Outra exceção é o trem de M que atualmente usa duas linhas-tronco, o IND sexta avenida line e o BMT Nassau Street Line. Desde o M historicamente executada através da linha de rua de Nassau foi colorido castanho. Desde 27 de Junho de 2010, o M tem sido reencaminhado via a Chrystie Street Connection para executar na sexta linha Avenue, como um substituto para o V e agora está cor de laranja. O M continua a servir uma estação de Nassau Street Line: a estação de Essex Street. A lista das linhas-tronco e cores é mostrada na tabela acima.
Estações de geralmente conter nomes de rua, mas também pode ser nomeado depois de bairros ou locais proeminentes (por exemplo, "Brighton Beach", "Cypress Hills") ou combinações destes (por exemplo, "Times Square-42nd Street", "47th–50th Streets – Rockefeller Center"). Outros são nomeados após principais destinos juntamente com os nomes de rua (por exemplo, "Rua de 68 – Hunter College", "Relvado Street-Museu de história Natural"). Muitas estações de compartilham nomes, então para identificar com exclusividade uma estação, o nome da linha ou rua Cruz deve ser especificado. (Por exemplo, existem três estações na Estrada de Reis em Brooklyn.) Em geral, identificar o serviço também é suficiente, mas como os serviços são transitórios, isto não é uma etiqueta permanente.
| Serviço                                                          | Classificação                                        | Trajeto | Linhas percorridas |
| ---------------------------------------------------------------- | ---------------------------------------------------- | --- | --- |
| IRT (Divisão A)                                                  |                                                      | | |
| IRT Broadway-Seventh Avenue Line (Linha Broadway-Sétima Avenida) |                                                      | | |
|                                                                  | Broadway-Seventh Avenue Local                        | Van Cortlandt Park–242nd Street ↔ South Ferry                                                                           | IRT Broadway-Seventh Avenue Line |
|                                                                  | Broadway-Seventh Avenue Express                      | Wakefield–241st Street ↔ Brooklyn College–Flatbush Avenue                                                               | IRT White Plains Road Line, IRT Lenox Avenue Line, IRT Broadway-Seventh Avenue Line, IRT Eastern Parkway Line, IRT Nostrand Avenue Line      |
|                                                                  | Broadway-Seventh Avenue Express                      | Hnrlem–148th Street ↔ New Lots Avenue                                                                                   | IRT Lenox Avenue Line, IRT Broadway-Seventh Avenue Line, IRT Eastern Parkway Line                                                            |
| IRT Lexington Avenue Line (Linha da Avenida Lexington)           |                                                      | | |
|                                                                  | Lexington Avenue Express                             | Woodlawn ↔ Utica Avenue                                                                                                 | IRT Jerome Avenue Line, IRT Lexington Avenue Line, IRT Eastern Parkway Line                                                                  |
|                                                                  | Lexington Avenue Express (White Plains Road Local)   | Eastchester–Dyre Avenue ↔ Bowling Green (↔ Crown Heights–Utica Avenue)                                                  | IRT Dyre Avenue Line, IRT White Plains Road Line, IRT Jerome Avenue Line, IRT Lexington Avenue Line (IRT Eastern Parkway Line)               |
|                                                                  | Lexington Avenue Express (White Plains Road Express) | Nereid Avenue–238th Street ↔ New Lots Avenue                                                                            | IRT White Plains Road Line, IRT Jerome Avenue Line, IRT Lexington Avenue Line, IRT Eastern Parkway Line                                      |
|                                                                  | Lexington Avenue Local (Pelham Local)                | Pelham Bay Park ↔ Brooklyn Bridge–City Hall                                                                             | IRT Pelham Line, IRT Lexington Avenue Line                                                                                                   |
|                                                                  | Lexington Avenue Local (Pelham Express)              | (Pelham Bay Park ↔) Parkchester ↔ Brooklyn Bridge–City Hall                                                             | IRT Pelham Line, IRT Lexington Avenue Line                                                                                                   |
| IRT Flushing Line                                                |                                                      | | |
|                                                                  | Flushing Local                                       | Flushing–Main Street ↔ Times Square–42nd Street                                                                         | IRT Flushing Line |
|                                                                  | Flushing Express                                     | Flushing–Main Street ↔ Times Square–42nd Street                                                                         | IRT Flushing Line |
| Shuttle (serviços de curto trajeto)                              |                                                      | | |
|                                                                  | 42nd Street Shuttle                                  | Times Square–42nd Street ↔ 42nd Street–Grand Central                                                                    | IRT 42nd Street Shuttle |
| BMT/IND (Divisão B)                                              |                                                      | | |
| IND Eighth Avenue Line (Linha da Oitava Avenida)                 |                                                      | | |
|                                                                  | Eighth Avenue Express                                | Inwood–207th Street ↔ Ozone Park–Lefferts Boulevard bzw. Far Rockaway–Mott Avenue bzw. Rockaway Park–Beach 116th Street | IND Eighth Avenue Line, IND Fulton Street Line (IND Rockaway Line)                                                                           |
|                                                                  | Eighth Avenue Local                                  | 168th Street ↔ Euclid Avenue                                                                                            | IND Eighth Avenue Line, IND Fulton Street Line                                                                                               |
|                                                                  | Eighth Avenue Local                                  | Jamaica Center–Parsons/Archer ↔ World Trade Center                                                                      | IND Archer Avenue Line, IND Queens Boulevard Line, IND Eighth Avenue Line                                                                    |
| IND Sixth Avenue Line (Linha da Sexta Avenida)                   |                                                      | | |
|                                                                  | Sixth Avenue Express                                 | (Bedford Park Boulevard ↔) 145th Street ↔ Brighton Beach                                                                | (IND Concourse Line) IND Eighth Avenue Line, IND Sixth Avenue Line, IND Chrystie Street Connection, BMT Brighton Line                        |
|                                                                  | Sixth Avenue Express                                 | Norwood–205th Street ↔ Coney Island–Stillwell Avenue                                                                    | IND Concourse Line, IND Eighth Avenue Line, IND Sixth Avenue Line, IND Chrystie Street Connection, BMT Fourth Avenue Line, BMT West End Line |
|                                                                  | Sixth Avenue Local                                   | Jamaica–179th Street ↔ Coney Island–Stillwell Avenue                                                                    | IND Archer Avenue Line, IND Queens Boulevard Line, IND 63rd Street Line, IND Sixth Avenue Line, IND Culver Line, BMT Culver Line             |
|                                                                  | Sixth Avenue Local                                   | Middle Village–Metropolitan Avenue ↔ Forest Hills–71st Avenue                                                           | BMT Myrtle Avenue Line, BMT Jamaica Line, IND Sixth Avenue Line, IND Queens Boulevard Line                                                   |
| IND Crosstown Line                                               |                                                      | | |
|                                                                  | Brooklyn-Queens Crosstown Local                      | (Forest Hills–71st Avenue ↔) Long Island City–Court Square ↔ Church Avenue                                              | (IND Queens Boulevard Line) IND Crosstown Line, IND Culver Line                                                                              |
| BMT Nassau Street Line (Linha da Rua Nassau)                     |                                                      | | |
|                                                                  | Nassau Street Express                                | Jamaica Center–Parsons/Archer ↔ Chambers Street (↔ Broad Street)                                                        | BMT Archer Avenue Line, BMT Jamaica Line, BMT Nassau Street Line                                                                             |
|                                                                  | Nassau Street Express                                | (Serviço expresso - extensão do serviço J)                                                                              | (Serviço expresso - extensão do serviço J)                                                                                                   |
| BMT Canarsie Line                                                |                                                      | | |
|                                                                  | 14th Street-Canarsie Local                           | Eighth Avenue ↔ Canarsie–Rockaway Parkway                                                                               | BMT Canarsie Line |
| BMT Broadway Line (Linha Broadway)                               |                                                      | | |
|                                                                  | Broadway Express                                     | Astoria–Ditmars Boulevard ↔ Coney Island–Stillwell Avenue                                                               | BMT Astoria Line, BMT Broadway Line, BMT Fourth Avenue Line, BMT Sea Beach Line                                                              |
|                                                                  | Broadway Express                                     | Astoria–Ditmars Boulevard ↔ Coney Island–Stillwell Avenue                                                               | BMT Astoria Line, BMT Broadway Line, BMT Brighton Line                                                                                       |
|                                                                  | Broadway Local                                       | Forest Hills–71st Avenue ↔ Bay Ridge–95th Street                                                                        | IND Queens Boulevard Line, BMT 60th Street Tunnel Connection, BMT Broadway Line, BMT Fourth Avenue Line                                      |
| Shuttles (serviços de curtos trajetos)                           |                                                      | | |
|                                                                  | Rockaway Park Shuttle                                | Broad Channel ↔ Rockaway Park–Beach 116th Street                                                                        | IND Rockaway Line |
|                                                                  | Franklin Avenue Shuttle                              | Franklin Avenue ↔ Prospect Park                                                                                         | BMT Franklin Avenue Line |

## Planos de expansão

### Second Avenue Subway

Mapa do trajeto da rota (trem) T

A Linha da Segunda Avenida consiste em uma série de projetos de obras públicas e estudos de engenharia comprometidos na construção de uma linha de metrô abaixo da Segunda Avenida na borough de Manhattan, como parte do sistema do metrô de Nova Iorque. Em 20 de março de 2007 a Metropolitan Transportation Authority ou MTA, adjudicou o contrato para as escavações da Linha da Segunda Avenida a um consórcio formado pelas construtoras Schiavone, Shea e Skanska. O desenho final do túnel foi completado mediante um acordo de empreendimento conjunto entre a DMJM Harris e Arup. O contrato e o acordo de finaciamento com a Federal Transit Administration (Adminstração Federal de Trânsito)para a primeira fase do projeto começarão a reagir dentro de alguns meses. A primeira fase do projeto consistirá em uma extensão da rota (trem) Q (Brodway Express) na direção da Segunda Avenida e da 96th Street (Rua 96). A cerimônia de colocação da pedra fundamental para a Linha da Segunda Avenida se realizou em 12 de Abril de 2007 sendo que os empreiteiros prepararam o início da construção para 23 de Abril de 2007. As escavações para construir o túnel se realizam mediante uma tuneladora (TBM).
Como consequência de muitos "falsos começos", o SAS (Second Avenue Subway) é muito citado como um exemplo atroz do excessivo trâmite burocrático e ineptude do governo local. No entanto as razões para o atraso do início das obras são numerosas e complexas. Algumas vezes, a linha é referida como "The Line That Time Forgot" (em português: A linha que o tempo esqueceu).

#### História

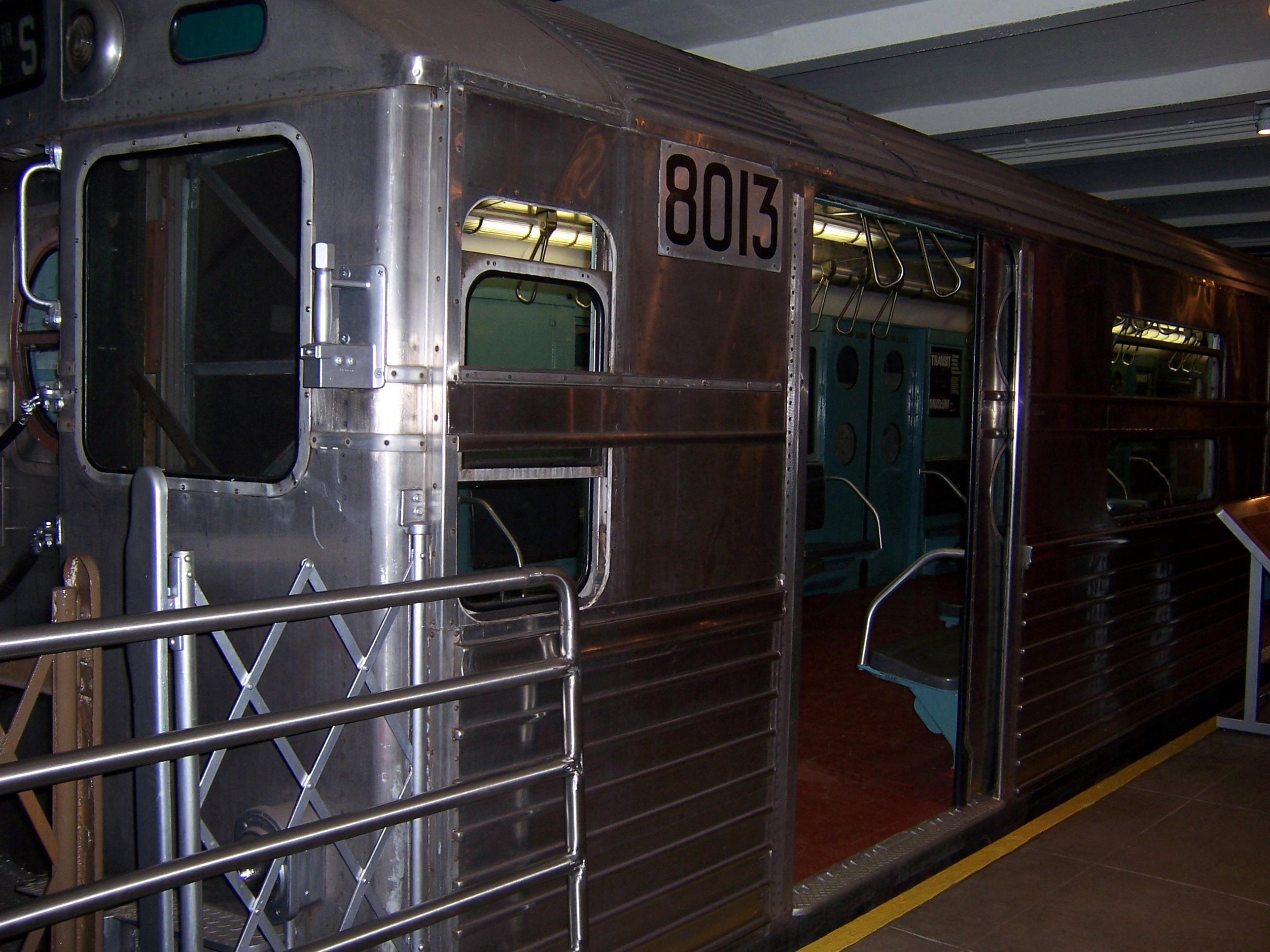
Um carro do modelo R11 car em exibição no New York Transit Museum

O SAS foi proposto inicialmente em 1929 como parte da maciça expansão do IND (Independent Subway System), mas a construção da linha nunca foi iniciada devido a Crise de 1929 que assolou os EUA e o Estado de Nova Iorque. A necessidade de construir Linha da Segunda Avenida cresceu muito, especialmente nos últimos anos, desde que o bairro de East Side (Manhattan) tem experimentado um crescente desenvolvimento imobiliário. Atualmente, a única opção de transporte metroviário para o bairro de Upper East Side é a Lexington Avenue Line (Linha da Avenida Lexington - Serviços 4, 5 e 6). O número médio de passageiros por dia nesta linha é de 1,3 milhões, o dobro do número de pessoas transportadas em todo o sistema do metrô de Washington, assim como os de São Francisco, Chicago e Boston. As rotas de ônibus da região são igualmente lotadas durante o dia. A Second Avenue Line terá outros dois sentidos para preencher a lacuna existente desde que o IRT Second Avenue Line foi demolido entre  1940 a 1942 e o IRT Third Avenue Line que foi desmantelado entre 1955 e 1956.
Em 1945, a cidade começou os planos para a construção da linha e no mesmo ano comprou protótipos de trens (modelo R11) para uso na nova linha. Em 1951 e 1967 os cidadãos de Nova Iorque votaram num referendo para a aprovação de sua construção. O dinheiro aprovado no referendo em 1951 foi destinado para a compra de carros novos, plataformas e a manutenção de outras partes envelhecidas do metrô de Nova Iorque.
Em 8 de novembro de 2005, os cidadãos do Estado de Nova Iorque votados em um novo referendo para a aprovação de um decreto sobre transporte, que incluiu o financiamento parcial para a construção do Second Avenue Subway e outros projetos. Sua aprovação foi tão criticada como seu processo de construção. Das numerosas advertências que mencionou que, se o referendo não aprovasse cidade poderia cancelar o projeto, o Presidente do MTA Peter s. Kalikow disse: "agora é o nosso caso nós deve terminar o trabalho" após a sua aprovação com uma margem de 55-45%.
Em agosto de 2006, a MTA publicou a localização de todas as futuras estações do SAS, da extensão do seviço 7  e a nova estação South Ferry (serviços 1, N e R), que seria equipada com um sistema de condicionamento de ar especial para reduzir a temperatura em todas as plataformas.
Em novembro de 2007, Mary Peters, Secretária de Transporte do Estados Unidos, disse que a Linha da Segunda Avenida receberia US$ 1,3 bilhão em fundos federais para completar a primeira fase do projeto, que iria ser distribuído por um período de sete anos.
Logo após a Primeira Guerra Mundial reapareceu a necessidade de uma linha de metrô na Segunda Avenida em Manhattan. Em 1919, a Comissão de Serviços Públicos de Nova Iorque fez um estudo a pedido do engenheiro Daniel L. Turner para identificar as melhorias necessárias no sistema de transporte público de Nova Iorque. A IRT Second Avenue Elevated operava acima da Second Avenue ao norte da Ponte do Queensboro até 1940, e ao sul em direção centro da cidade até o seu encerramento em 13 de Junho de 1942, enquanto a IRT Third Avenue Line Elevated que operava um quarteirão ao oeste o fez até seu desmantelamento em 1955.
O relatório final de Turner, intitulado Projeto de Expansão do Sistema de Trânsito Rápido, foi um plano maciço que oferecia novas rotas que iriam de uma extremidade a outra das avenidas de Manhattan, com extensões para as linhas que passavam pelo Brooklyn e pelo Queens e vários outros ramais que iriam de The Narrows até Staten Island. Vários modelos de projetos como os de Turner foram oferecidos como sugestões para o Independent Subway System (IND). Entre os planos estava construir uma enorme linha sob a Second Avenue, que consistia em, pelo menos, seis faixas e várias ramificações por todo Brooklyn, Queens e The Bronx.
Em 1929, o Comitê de Transporte da Cidade de Nova Iorque aprovou provisoriamente a expansão, que incluía a Second Avenue Line com um edifício cujo valor previsto foi de US$ 98,9 milhões, excluindo a aquisição de terrenos. De Norte a Sul, 1929 plano incluía quatro faixas do Harlem River (onde ele continuou a Norte como uma linha no Bronx com vários ramos) a 125th street, seis faixas de rua 125th a uma ligação com a linha sexta avenida 61st Street, quatro faixas de 61st Street-Chambers Street, nos dois sentidos de Chambers Street Pine Street.
Devido à grande depressão e o alto custo do alargamento, o projeto tornou-se incontrolável. A construção da primeira fase do índice foi adiada e a cidade e o Estado não conseguiu obter os fundos necessários para construir a linha. Em 1931, foi proposta uma expansão menor, que incluiu um desvio na 34th Street e uma conexão Crosstown street.
Foram feitos vários estudos adicionais do plano devido ao que aconteceu. De 1939, a construção teve de ser adiada indefinidamente e a linha Second Avenue tornou-se apenas uma "proposta" New York City Transit Authority. 1939 Para expansão do metrô plano incluía não só a linha de passagem do Bronx (por agora como uma única linha no sentido Throggs Neck) que atravessou o Sul do Brooklyn conectá-lo com a passagem da linha de Fulton Street na rua do Tribunal de Justiça.
Em 1941, quando Estados Unidos entrou a segunda guerra mundial, ordenou a todos os urgentes e importantes projetos públicos foram encerradas, fazendo com que a linha de Second Avenue foi adiado mais uma vez.

#### Métodos de construção
| Ruas    | Método de construção | Ruas   | Método de construção       | Ruas  | Método de construção       | Ruas  | Método de construção       | Ruas  | Método de construção |
| 120–125 | Cavar e cobrir       | 98–106 | Existente                  | 71–73 | Explosivos, cavar e cobrir | 34–41 | Tuneladora                 | 13–15 | Cavar e cobrir       |
| 117–120 | Existente            | 95–98  | Cavar e cobrir             | 58–71 | Tuneladora                 | 32–34 | Cavar e cobrir             |       |                      |
| 114–117 | Cavar e cobrir       | 87–95  | Tuneladora                 | 56–58 | Cavar e cobrir             | 24–34 | Tuneladora                 |       |                      |
| 109–114 | Existente            | 84–87  | Explosivos, cavar e cubrir | 43–56 | Tuneladora                 | 22–24 | Explosivos, cavar e cobrir |       |                      |
| 106–109 | Cavar e cobrir       | 73–84  | Tuneladora                 | 41–43 | Explosivos, cavar e cubrir | 15–22 | Tuneladora                 |       |                      |

### Expansão da linha 7

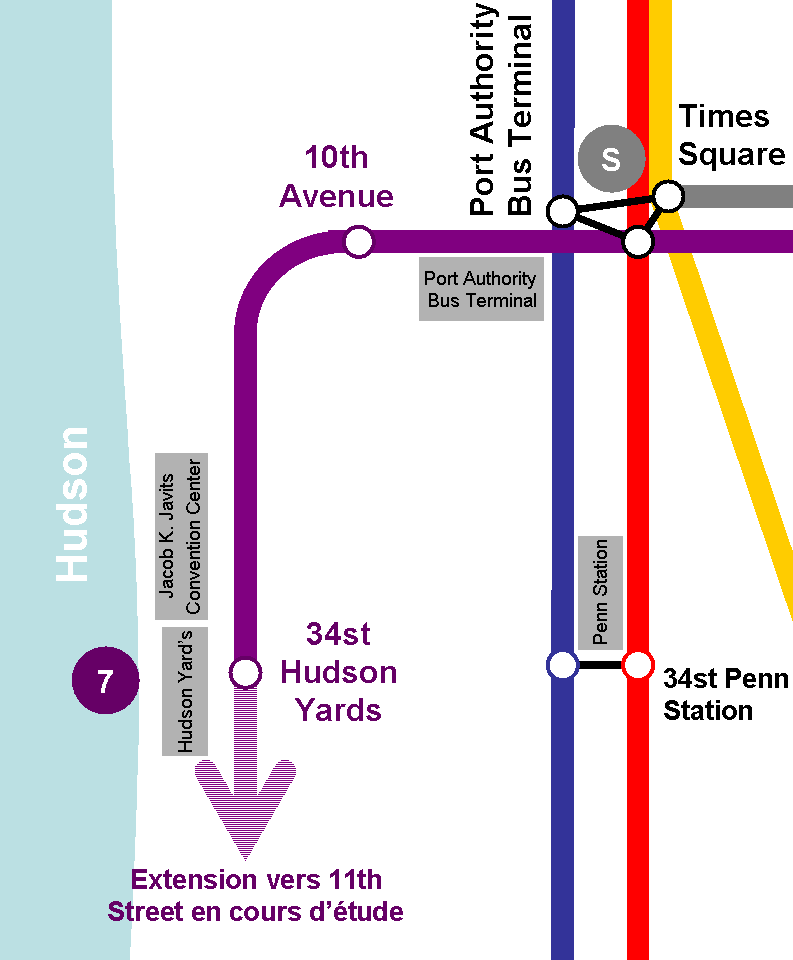
Projeto da extensão do trem 7

A extensão do trem 7 faz parte do Projeto de Revitalização de Hudson Yards (Hudson Yards Redevelopment Project) cujo objetivo é ajudar na revitalização da parte oeste de Midtown Manhattan próxima à Long Island Rail Road West Side Yard (pátio de estacionamento para os trens da Long Island Rail Road). Esse projeto foi originalmente proposto como parte da falha tentativa de construir o West Side Stadium para o New York Jets e para a candidatura da cidade para as Jogos Olímpicos de Verão de 2012. Embora o plano para o estádio tenha sido rejeitado pela cidade e agências de planejamento do estado, o projeto de expansão da Rota 7, recebeu a luz verde para prosseguir, já que muitos políticos da cidade gostariam de ver o distrito dos armazéns a oeste da 8th Avenue (Oitava Avenida) e o norte da 34th Street (Rua 34) revitalizados, sendo que o serviço do metrô seria parte essencial do projeto. Este também serviria ao recém-expandido Jacob K. Javits Center.

#### Curso das obras

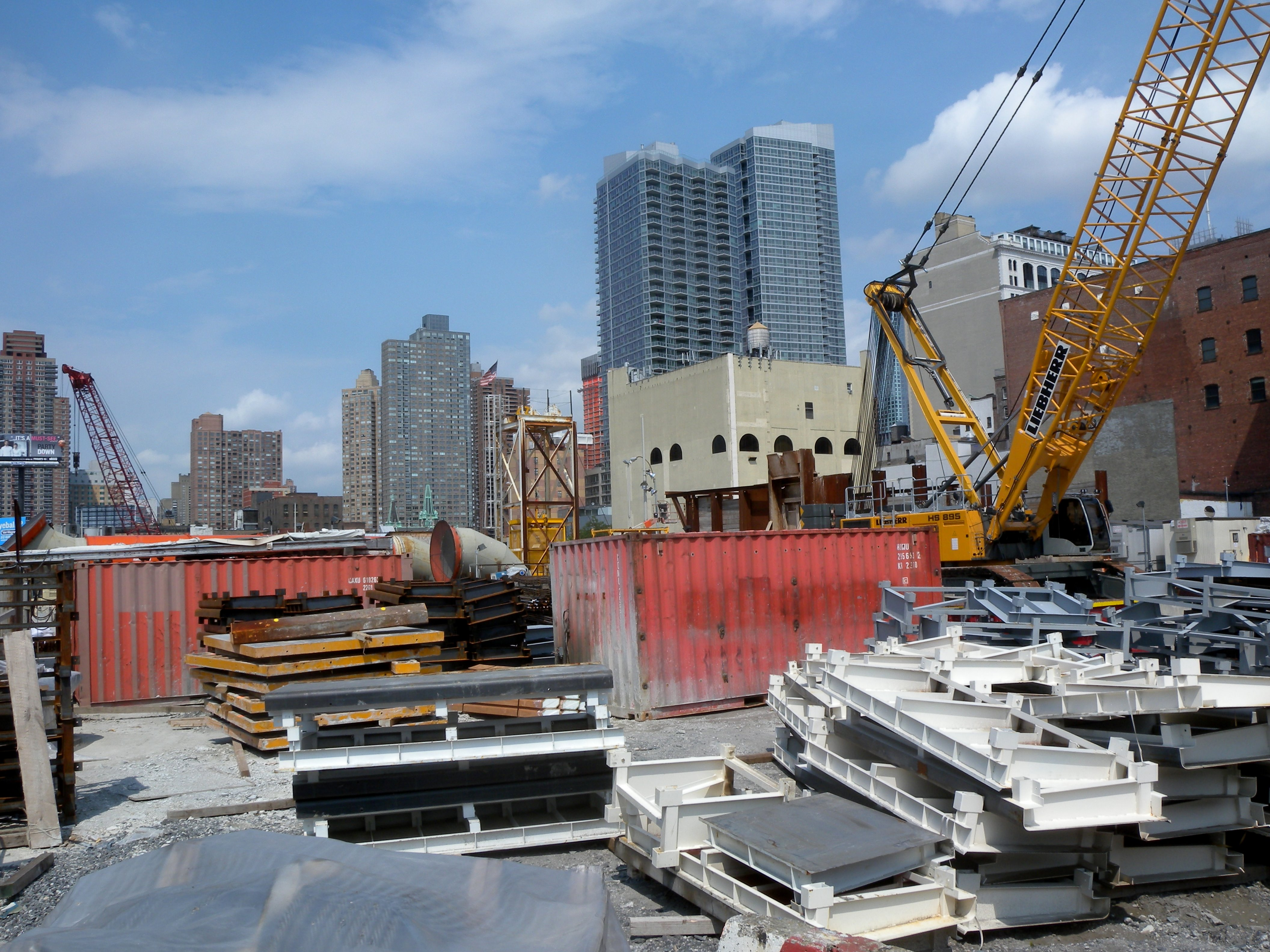
Lote de construção P na 11th Avenue e na 33d Street

Em Outubro de 2007, a MTA adjudicou um contrato de US$ 1,145 bilhões para construir os 2100 metros de túneis de tubo-duplo indo do atual terminal da rota 7, Times Square até a futura estação 34th Street. seu terminal na Times Square, até a Décima Avenida e a rua 34 (ao lado do centro de convenções Jacob K. Javits, as costas do Rio Hudson). As obras se iniciaram em 3 de dezembro de 2007 e a abertura está prevista em 2013.

### Fulton Street Transit Center
O  Fulton Street Transit Center é um projeto de US$1,4 bilhões da Metropolitan Transportation Authority (MTA).  O plano inclui reabilitações na estação Fulton Street / Broadway – Nassau Street , novas passagens subterrâneas e uma nova entrada acima do nível da rua para a estação,  no cruzamento da Fulton Street com a Broadway em Nova Iorque, acima das estações existentes. O projeto destina-se a melhorar o acesso e as conexões entre 11 serviços de metrô  parando em Manhattan Fulton Street, serviço de PATH e a estação do World Trade Center, em Lower Manhattan. Financiamento para o projeto de construção, que começou em 2005, secou há vários anos, com nenhum plano aprovado final e nenhuma agenda para a conclusão. Planos para o centro de trânsito, no entanto, têm sido rejuvenescidos pela recuperação americana e Investment Act, de 2009, e o projeto está definido para conclusão em 2014.

#### A proposta
As estações atendidas pelos serviços 2 3 4 5 A C E J Z N R  serão reabilitadas e conectadas por meio de uma passagem subterrânea Leste-Oeste. Um centro de trânsito de alta visibilidade será construído, com entradas na Broadway entre a Fulton Street e a John Street. A estação será acessível para deficientes.
Além da trabalhar sobre as quatro estações vinculadas, incluindo uma grande entrada do edifício na Broadway e Fulton Street, the Dey Street Passageway está sendo construída fora fare controle para conectar-se à estação Chestnut Street (TMO Broadway Line) e uma passagem dentro de tarifa controle irá conectar essa estação com a estação do World Trade Center (IND Eighth Avenue Line).
As principais atividades de construção do projeto incluem o seguinte:
- A estação Fulton Street da IRT Broadway – Seventh Avenue Line está sendo reabilitada.
- A estação de Fulton Street da IRT Lexington Avenue Line está sendo reabilitada, e foram abertas novas entradas no canto da Broadway e Maiden Lane (para a plataforma de sentido norte) e em Carmel e a Broadway (para a plataforma Sul).
- O mezanino que servem a estação de Broadway – Nassau Street sobre o IND Eighth Avenue Line, que atualmente é composta de várias rampas de ambos os lados da rua de Nassau, vai ser esticado.
- Um novo edifício de estação estava a ser construído no lado leste da Broadway, entre as ruas de João e Fulton. A nova estação exigiria a demolição do edifício Girard e o antigo edifício Childs restaurante e incorporaria a terra marcada Corbin edifício na esquina da Broadway e John Street. Esta parte do projeto está sendo analisada devido ao custo mais execuções e um novo design é esperado no Inverno de 2008.
- Uma nova passagem, Dey Street Passageway (fora do controle de tarifa[42]) está sendo construído sob Dey Street, conectando a estação Fulton Street/Broadway – Nassau Street complexa da estação Chestnut Street BMT Broadway Line.
- Uma nova ligação irá fornecer um serviço de transporte gratuito entre a estação de Chestnut Street sobre a BMT Broadway Line e a estação de Chambers Street-World Trade Center sobre o IND Eighth Avenue Line.
- Um novo edifício de entrada será construído no canto sudoeste da Broadway e Street Dey, fornecendo acesso direto para a passagem de Dey Street.
- Todo o complexo será feito ADA compatível.

#### Curso de construção
Local de construção do centro de trânsito Fulton Street, de Março de 2010. Este é no canto da Broadway e Dey Street. O projeto teve vários atrasos, com a data de conclusão atrasada a partir de 2007 a 2014. Houve também várias cortes de design. A livre transferência das estações Chestnut Street e o World Trade Center tinha caída dos planos, mas mais tarde foi restaurada usando o MTA fundos; a passagem por baixo Dey Street foi reduzida de 40 pés de 29 pés; e o projeto de instalação de entrada no lado leste da Broadway foi simplificado.
Em 27 de Junho de 2006, o New York Times informou que o projeto foi correndo US$ 45 milhões ao longo de um orçamento de US$ 799 milhões, mas que o projeto não será mais reduzido. O Times tinha relatado em 2 de Junho de 2006, que a superação foi devido ao custo de realocação de negócios 148 e aquisição de propriedades ao longo da Broadway, onde o novo edifício da estação será localizado.
Em 28 de Janeiro de 2008 o MTA revistos os seus custos e estimativa de conclusão e indicou o projeto é que não deverá incluir a estrutura abobadada, que havia sido planejada ou qualquer estrutura de superfície substancial. O revista custo do trabalho abaixo do solo é agora US$ 910 milhões e espera-se para ser concluída em 2010. Ele também anunciou uma revisão de 30 dias de planos para a estrutura acima do solo.